# Cùl Cleite
Cùl Cleite, także Cul Cleite – półwysep na niezamieszkanej wyspie Dùn, w archipelagu St Kilda. Położony jest na średniej wysokości 87 m n.p.m.